# Ischnopteris chryses
Ischnopteris chryses là một loài bướm đêm trong họ Geometridae.